# Frei Bruno
Humberto Linden Jr. (Düsseldorf, 8 de setembro de 1876 — Joaçaba, 25 de fevereiro de 1960), depois Frei Bruno Linden, O.F.M, conhecido simplesmente como Frei Bruno, foi um frade franciscano, padre e missionário alemão. Desde sua morte, ele é venerado no meio oeste de Santa Catarina por milhares de fieis católicos. Em 2013 foi iniciada a causa para a beatificação de Frei Bruno

## Biografia

### Primeiros Anos
Humberto Linden Jr., filho do serralheiro Humberto Linden e Cecília Gülden, nasceu na cidade de Düsseldorf em setembro de 1876, sendo o último de quatro filhos do casal. As fontes fornecem poucas informações quanto a infância de Humberto, exceto que ele cresceu no bairro industrial de Oberbilk e foi educado na religião católica. A casa onde viveu foi destruída durante bombardeios na segunda guerra mundial junto da Igreja onde foi batizado. Quando Humberto completou 15 anos, perdeu o pai. Alguns anos depois, em 13 de maio de 1894, decidiu matricular-se no seminário de Harreveld, no município de Oost Gelre, na Holanda, perto da fronteira com a Alemanha. Esse seminário recolhia os noviços provindos desse país, em época na qual todas as ordens religiosas haviam sido extintas no Império Alemão, devido à Kulturkampf.

### Carreira Religiosa e Vinda ao Brasil
Ao iniciar a carreira franciscana, Humberto recebeu o hábito franciscano e um novo nome, em homenagem a São Bruno. Logo no início donoviciado em Harreveld, Frei Bruno foi convocado a ser missionário no Brasil e aceitou o convite, embarcando no vapor Argentina em Hamburgo no ano de 1894, junto com outros 23 noviços. Chegou a Salvador, na Bahia, em 10 de julho do mesmo ano. Completou os três anos de profissão simples no Convento São Francisco em Salvador, em seguida terminou os estudos em filosofia em 1897. Em terras baianas, Frei Bruno completou o noviciado, saiu-se ileso da febre amarela, estudou filosofia e teologia e fez profissão solene, esta a 19 de maio de 1898. No ano seguinte, seguiu para Petrópolis a fim de realizar o estudo da teologia por dois anos. Em 24 de fevereiro de 1900 foi ordenado subdiácono e em 1 de maio recebeu o diaconato, um ano depois, recebe a ordenação sacerdotal, todas as ordenações recebeu-as de Dom Francisco do Rego Maia.
Frei Bruno continuou em Petrópolis como padre coadjutor, visitando capelas distantes, tais quais Nova Iguaçu e Duque de Caxias, hoje dioceses. Em 1902, foi transferido para Gaspar, em Santa Catarina, pois os franciscanos haviam aceitado a paróquia daquele município. Em 1903 assume a paróquia de Cebolas, retornando à diocese de Petrópolis. Em 1909, a ordem franciscana devolveu a paróquia de Cebolas à diocese de Petrópolis e Frei Bruno assume a paróquia São José em Santa Catarina. Permaneceu nessa paróquia até 1917, ano de importância para a vida de Frei Bruno, quando Venceslau Brás declarou guerra contra a Alemanha. Na noite de 29 de outubro de 1917, um grupo de fanáticos patriótas em São José atacou o convento franciscano, a Igreja e a escola paroquial, caçando os frades durante a noite por serem alemães. Nesse mesmo dia, também atacaram várias residências de famílias alemãs. Devido ao início da guerra e a hostilidade de alguns habitantes à população alemã, Frei Bruno foi enviado à Não-Me-Toque e assumiu a paróquia ali sediada. Durante esse tempo, viveu também em Tapera e atendeu todas as outras capelas da região. Em 1926, assume a paróquia de Rodeio, onde passará os próximos 19 anos. Em 1945, foi enviado para suprir a paróquia de Esteves Júnior, uma pequena vila que na época fazia parte do município de Concórdia, mas hoje faz parte de Piratuba.

### Últimos Anos
Em agosto de 1945, devido à doença do pároco de Xaxim, Frei Bruno assume o seu lugar na paróquia daquela cidade. Nessa paróquia, algum tempo depois, inaugurará uma nova igreja matriz, em estilo neogótico. Em 1955, a sua saúde degenera, enfraquecendo-o e dificultando suas atividades como padre. Nessa época, a população já cultivava sua fama de santidade, e ele é descrito no diário de um frade que o conheceu como: "Velhinho, corcunda, simples, mãos calejadas e santo". No mesmo ano, é acometido por uma forte crise de insuficiência cardíaca. Devido à doença, é transferido para a paróquia de Luzerna, a fim de repousar. Passou então, os últimos anos na paróquia de Joaçaba, mesmo com a doença, continuou realizando as longas caminhadas que o tornaram famoso, interessou-se pelos detentos e pelas confissões, que realizou até os seus últimos dias. Além disso, preocupado com a situação precária das empregadas domésticas, organizou a União das Empregadas em Joaçaba. Em três de junho de 1959, celebrou a missa pela última vez, e no dia 25 de fevereiro de 1960 faleceu, tendo atendido confissões até o dia anterior à sua morte.

## Legado

### Processo de Beatificação
Em 2013, iniciou-se o processo de beatificação de Frei Bruno, sob a supervisão de Dom Mário Marques. Assim, deu-se início à coleta de documentos e relatos de milagres realizados pela intercessão de Frei Bruno. Foi coletada a documentação de três milagres para ser enviada ao Vaticano, para a Congregação para as Causas dos Santos, além disso, iniciou-se a confecção de uma biografia para documentar a vida de Frei Bruno.

### Monumentos e Homenagens

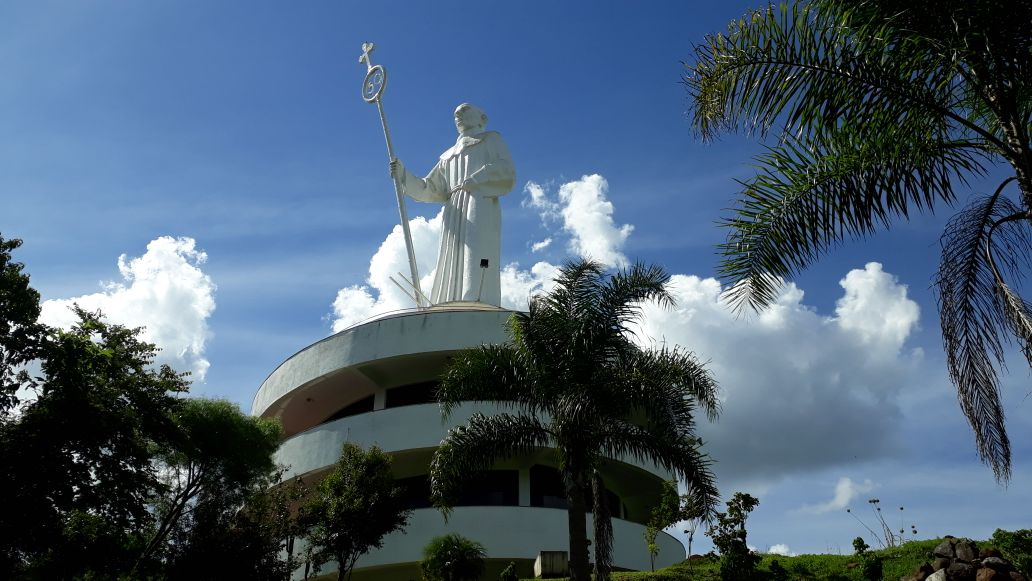
Monumento Frei Bruno em Joaçaba, SC

Pelas cidades nas quais passou, Frei Bruno deixou forte impressão na mentalidade popular e na religião do povo, principalmente pelo seu estilo de vida ascético e pela fidelidade ao cristianismo. A maior homenagem é o Monumento Frei Bruno, uma estátua construída em Joaçaba, com 37 metros de altura, uma das maiores do Brasil, somente três metros menor que o Cristo Redentor (40 m). Anexo a estrutura há um museu dedicado ao Frei Bruno. Também, na Catedral Santa Terezinha do Menino Jesus, em Joaçaba, há um museu com itens pessoais de Frei Bruno, abaixo da secretaria paroquial. Na cidade de Rodeio, há um oratório dedicado a Frei Bruno. Em Xaxim, há uma praça batizada Praça Frei Bruno, além do hospital Frei Bruno. Além disso há ruas em diferentes cidades que foram nomeadas em homenagem a Frei Bruno, como Timbó, Ascurra e Porto Belo. Ademais, anualmente organiza-se a romaria penitencial Frei Bruno em Joaçaba, que já chegou a reunir 60 mil pessoas.

### Relatos Sobrenaturais
Além das curas, outros milagres são atribuídos a Frei Bruno, como a bilocação. Frei Bruno costumava caminhar muito, por vezes cobrindo grandes distâncias, há relatos de que ele conseguia cobrir essas distâncias em grande velocidade, por vezes superando a velocidade de automóveis. Além disso, há relatos de momentos nas quais o Frei  estaria rezando a missa em dois lugares distintos ao mesmo tempo, fenômeno conhecido na hagiografia católica como bilocação.